# Kose kommun
Kose kommun (estniska: Kose vald) är en kommun i Estland.   Den ligger i landskapet Harjumaa, i den norra delen av landet, 30 km sydost om huvudstaden Tallinn. Småköpingen Kose är kommunens centralort.
Den 26 oktober 2013 uppgick den dåvarande kommunen Kõue i  Kose kommun. Det nuvarande kommunvapnet är bildat genom en kombination av motiv från de båda sammangående kommunernas vapen.

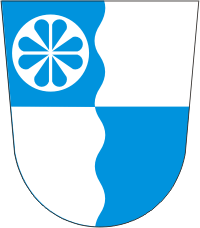
Kose gamla kommunvapen (1997-2013)
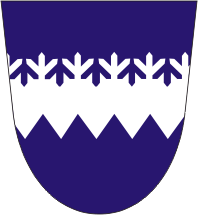
Kõue  gamla kommunvapen (1995-2013)

## Kartor

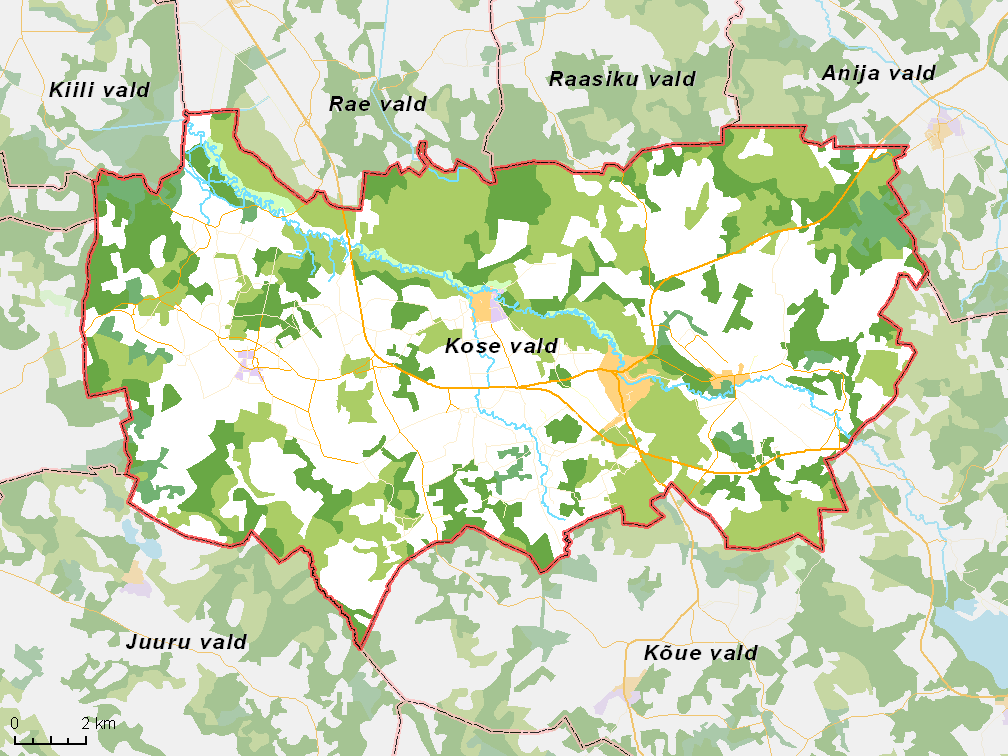
Översiktlig karta över kommunen, innan sammanslagningen med Kõue kommun.
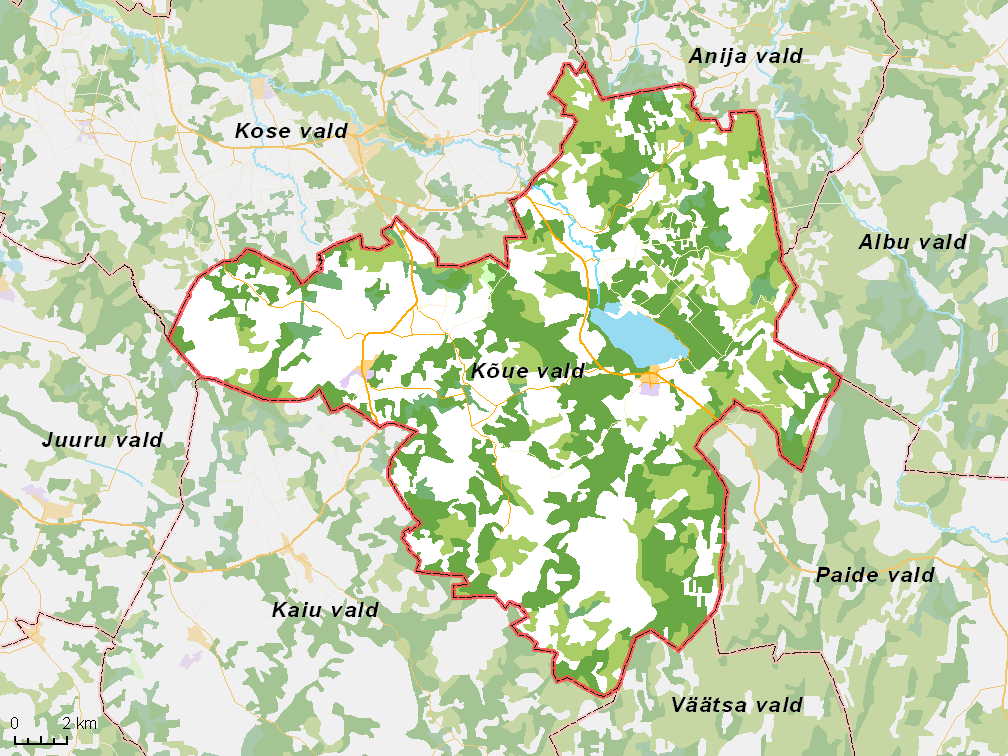
Översiktlig karta över den tidigare kommunen Kõue som numera ingår i Kose kommun.

## Orter
I Kose kommun finns fem småköpingar och 58 byar.

### Småköpingar
- Ardu
- Habaja
- Kose
- Kose-Uuemõisa
- Ravila

### Byar
- Aela
- Ahisilla
- Alansi
- Harmi
- Kadja
- Kanavere
- Kantküla
- Karla
- Kata
- Katsina
- Kirivalla
- Kiruvere
- Kolu
- Krei
- Kuivajõe
- Kukepala
- Kõrvenurga
- Kõue
- Laane
- Leistu
- Liiva
- Lutsu
- Lööra
- Marguse
- Nutu
- Nõmbra
- Nõmmeri
- Nõrava
- Ojasoo
- Oru
- Pala
- Palvere
- Paunaste
- Paunküla
- Puusepa
- Rava
- Raveliku
- Riidamäe
- Rõõsa
- Saarnakõrve
- Sae
- Saula
- Silmsi
- Sõmeru
- Sääsküla
- Tade
- Tammiku
- Triigi
- Tuhala
- Uueveski
- Vahetüki
- Vanamõisa
- Vardja
- Vilama
- Virla
- Viskla
- Võlle
- Äksi